# Ратуша

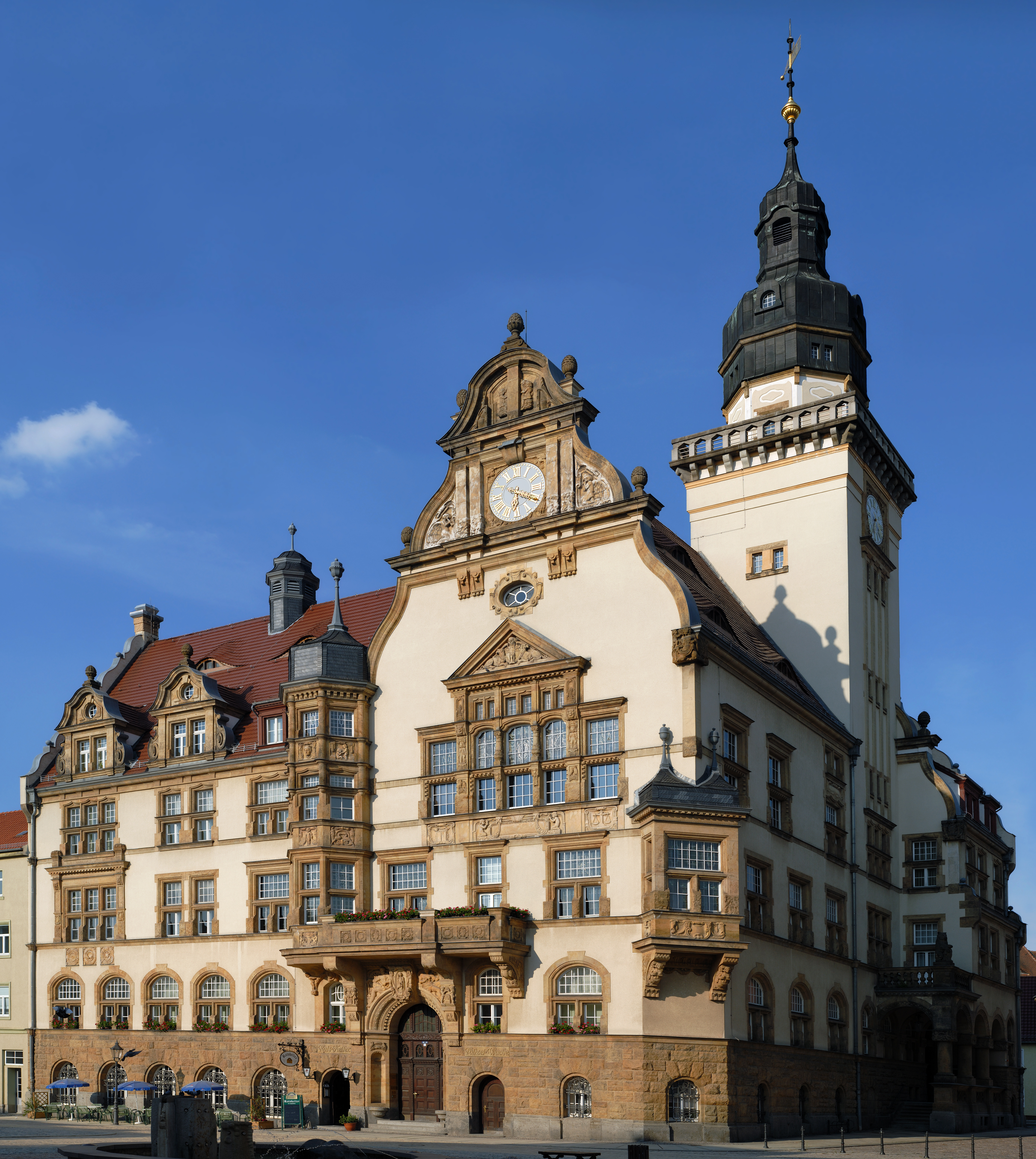
Ратуша города Вердау в Саксонии (Германия)

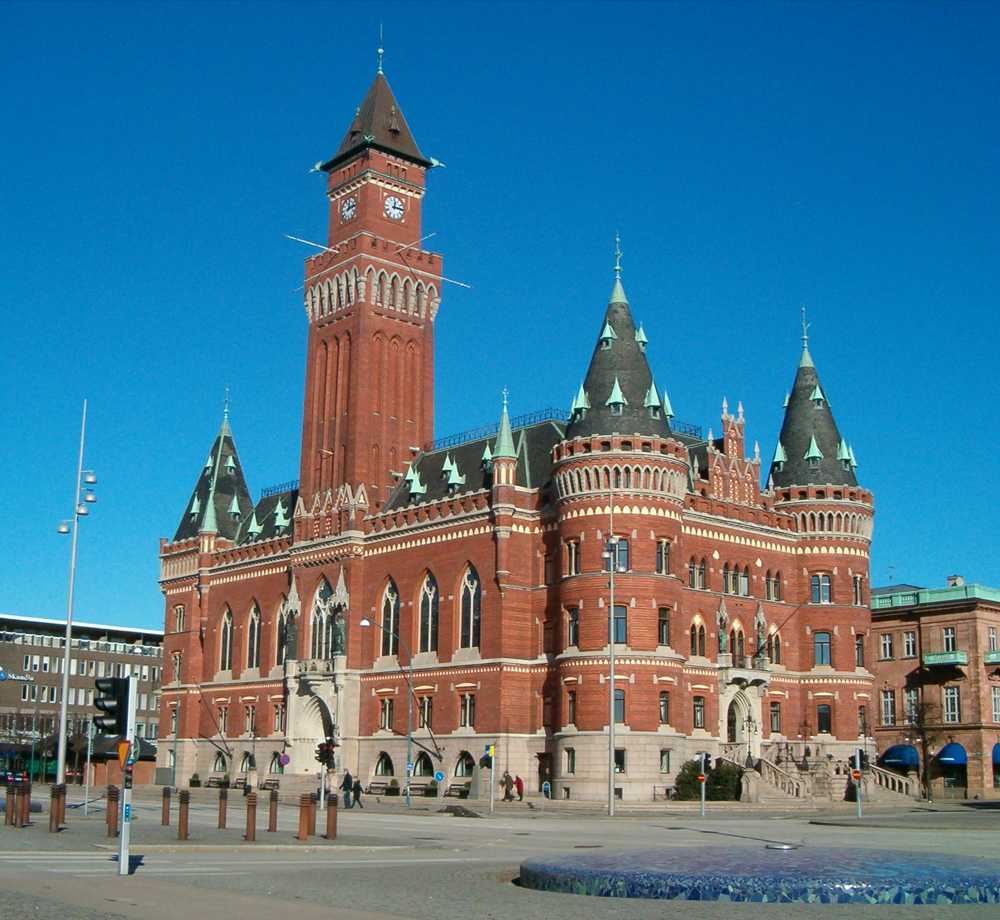
Здание ратуши в шведском городе Хельсингборг

Ра́туша (от ср.-в.-нем. râthûs — сложение rât «совет» и hûs «дом», дословно — «дом, где заседает городской совет») — местный орган государственной власти на территории города во Франции до 1789 года, в Швеции до 1862 года, в Финляндии до 1865 года и Российской империи в 1699—1724 и 1728—1743 годах, представительный орган местного самоуправления в Финляндии в 1865—1927 и в Швеции в 1862—1955 годах. Существует и менее славянизированная форма ратга́уз.
Первоначально ратуши возникли в германских торговых городах, позже были устроены и в других странах. Уже в Средние века ратуша являлась признаком городского самоуправления и независимости, при этом более или менее богато украшенная ратуша с давних пор указывала на большее или меньшее богатство и могущество города. Традиционно многие здания ратуш возводились с башнями (например, беффруа), на которых нередко размещаются часы и колокола.

## В России

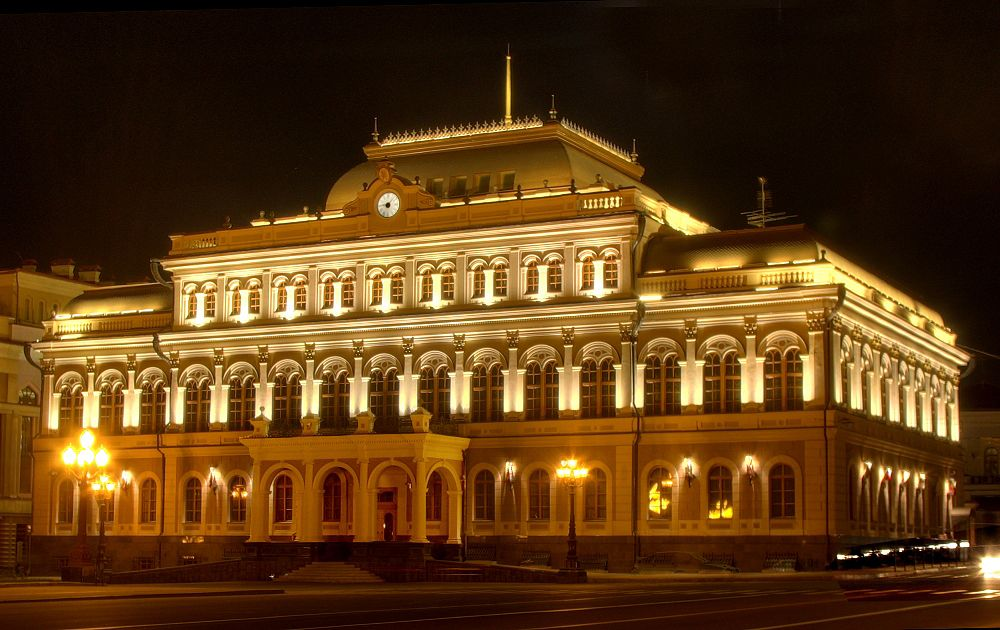
Казанская ратуша

Ратуша в России в 1699—1724 гг. и 1728—1743 гг. — местный орган государственной власти на уровне города и суд первой инстанции для мещанства и купечества. В течение недолгого периода времени ратуши именовались бурмистерскими палатами. Состояли из бурмистров и ратманов, избираемых населением. Заведовали торговыми, промышленными и посадскими людьми, а также сбором с них налогов во всём государстве. Учреждены в 1699 году, в 1724 году переименованы в городовые магистраты, в 1728 году вновь переименованы в ратуши, в 1743 году вновь переименованы в магистраты.
В соответствии с «Учреждениями для управления губерний», принятыми Екатериной II в 1775 году при проведении областной реформы, магистраты и ратуши, подчиняясь губернскому магистрату, по-прежнему состояли из выборных бурмистров и ратманов, избираемых на 3 года «городовым купечеством и мещанством», оставаясь чисто судебными сословными учреждениями для торгово-промышленного населения города — купцов и мещан. 
К XIX веку здание органов городского управления, действовавших на основе магдебургского права или Литовского статута, именовалось ратушей, а действовавших на основе Жалованной грамоты городам, учредившей городские думы — зданием городского общества. В ходе кодификации законодательства при императоре Николае I магдебургское право и Литовский статут к 1840 году были отменены. В малолюдных городах и посадах, где не было городских дум, ратуши, оставаясь сословными судебными учреждениями для мещанства и купечества, ведали и городским управлением в целом. Окончательно ратуши были упразднены с заменой новыми учреждениями в ходе судебной и городской реформ Александра II в период с 1864 по 1885 год, последними были ликвидированы ратуши в сибирских городах.

## В Швеции
Всеобщая ратуша (швед. Allmän rådstuga) — в Швеции до 1862 года местный орган государственной власти на территории города, в 1862—1955 гг. - представительный орган местного самоуправления на уровне мелкого города. Состояла из всех избирателей города. В 1955 году упразднены, во всех городах где они существовали были заменены собраниями городских поверенных.

## На Украине

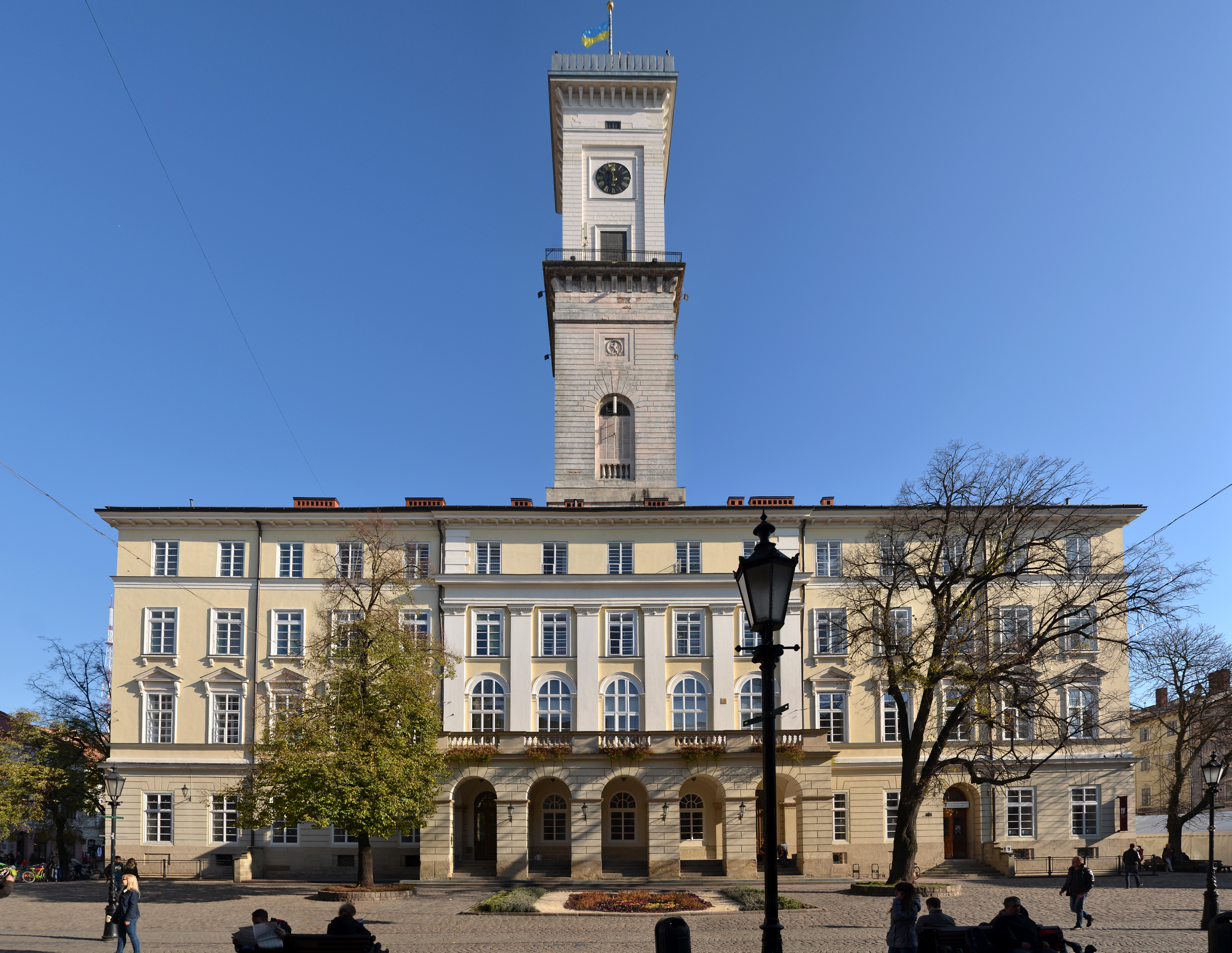
Львовская ратуша

В XIV—XVIII ст. — название органа городского самоуправления в городах, которые не имели Магдебургского права. Такие города назывались ратушными — в отличие от магистратских, имевших магдебургию и значительно более широкие административно-судебные и хозяйственные права.
Ратушные города обычно имели только старост и 1-2 бурмистров, которые фактически зависели от местной государственной (на Гетманщине — от казацкой) администрации или от помещиков. Как органы местного самоуправления ратуши сохранялись в городах Левобережной Украины до 1785 года, когда были заменены городскими думами.

## В Финляндии
Всеобщая ратуша (фин. Raastuvankokous, швед. Rådhusstämma) — в Финляндии до 1865 года местный орган государственной власти на территории города, в 1865—1927 гг. - представительный орган местного самоуправления на уровне города имеющего население менее 2.000 жителей. Состояла из всех избирателей города. В 1927 году упразднены; во всех городах, где они существовали, они были заменены собраниями городских поверенных.

## В других странах

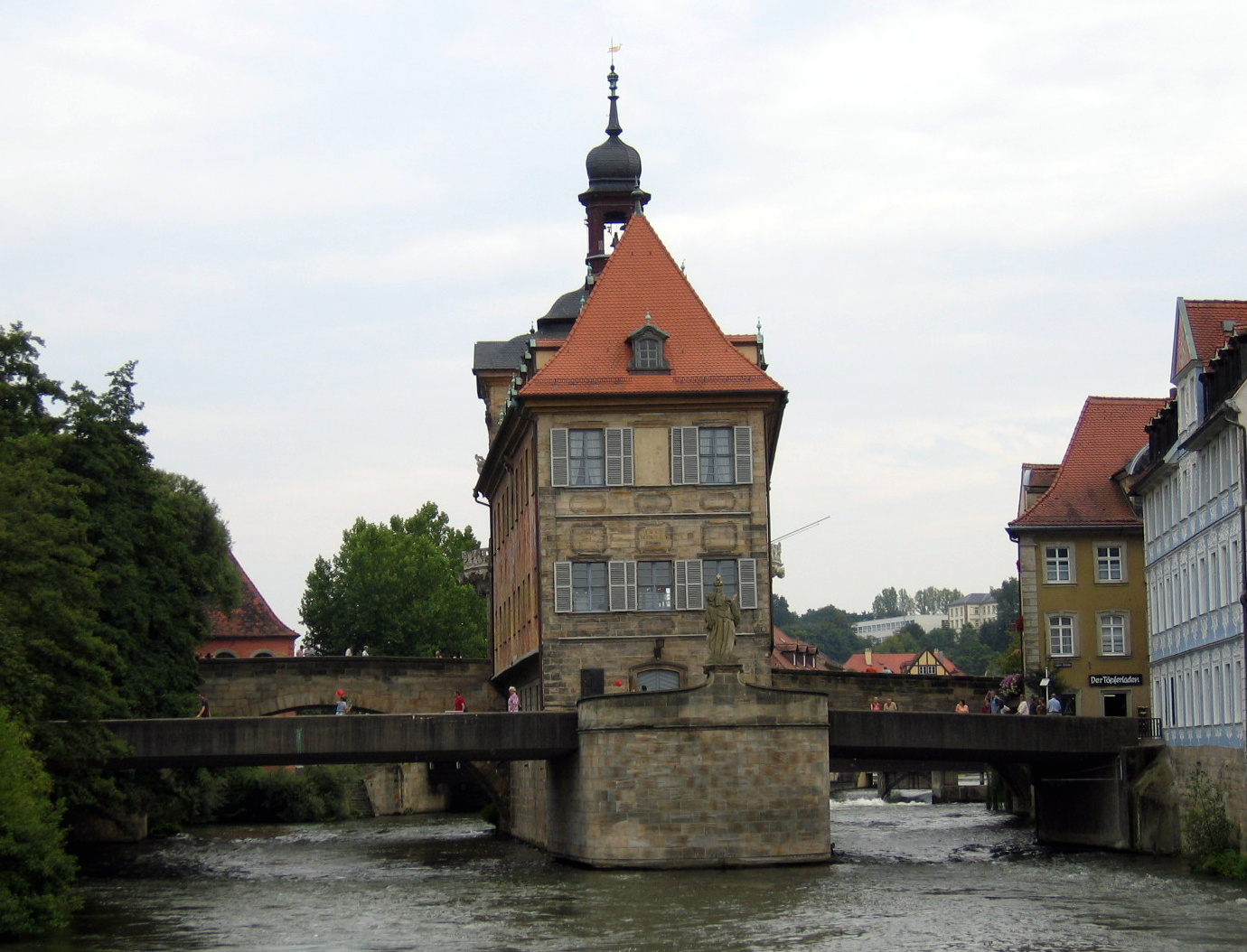
Старая ратуша в Бамберге построена на искусственном острове на реке Регниц

- Таун-холл (англ. Town Hall) или сити-холл (англ. City Hall, дословно — «городской зал», «зал городского собрания»)
- Отель де виль (фр. Hôtel de ville, дословно — «дом города», «дом городского собрания»)
- Палаццо Комунале (итал. Palazzo comunale, дословно — «коммунальное здание»)
- порт. Paços do concelho, дословно — «дворец округа»